# 如意 (元号)
如意（にょい）は、武周の武則天の治世に使用された元号。692年4月22日の日食を契機に改元され、9月に長寿に再度改元された。
| 如意 | 元年  |
| 西暦 | 692年 |
| 干支 | 壬辰  |